# Hâmeza ibne Idris
Hâmeza ibne Idris (Hamza ibn Idris) foi um nobre idríssida do século IX, filho e irmão dos califas Idris II (r. 808–828) e Maomé I (r. 828–836).

## Vida
Hâmeza era um dos filhos mais velhos de Idris II (r. 808–838) e irmão de 11 homens. Com a morte de Idris e a ascensão de Maomé I em 828, por sugestão de sua avó Canza, Maomé cedeu a seus irmãos partes do Califado Idríssida como seus apanágios; a Hâmeza, cedeu Alaudia e o território de Ualila.